# Die heilige Katharina von Alexandrien (Caravaggio)
Die heilige Katharina von Alexandrien ist ein Ölgemälde des italienischen Malers Caravaggio aus den Jahren 1598/99. Es ist Teil der Sammlung des Museo Thyssen-Bornemisza in Madrid.

## Geschichte
Das Gemälde gehörte zur Sammlung des Kardinals Francesco Del Monte und  wurde in dem Katalog der Sammlung von 1627 aufgelistet. Der Kardinal erwähnt sowohl die Heilige Katharina als auch Maria Magdalena als seine bevorzugten Schutzheiligen in seinem Testament. Laut Zuccari wurde das Bild auf Anregung des Kardinals gemalt, als Caravaggio in dessen Haushalt im Palazzo Madama in Rom lebte.

## Beschreibung
Das Gemälde zeigt die heilige Katharina reich gekleidet auf einem Kissen kniend und umgeben von den Attributen ihres Martyriums: einem zerbrochenen Richtrad, einem Schwert, mit dem sie enthauptet wurde, und der Märtyrerpalme. Das Werk ist von einer dramatischen Ausleuchtung geprägt, die einen für Caravaggio charakteristischen Chiaroscuro-Effekt hervorbringt.
Als Modell wählte Caravaggio dieselbe Frau, die auch für die etwa in derselben Zeit entstandenen Bilder Judith und Holofernes und Martha und Maria Magdalena Modell stand. Dabei könnte es sich um die Kurtisane Fillide Melandroni gehandelt haben. Sie wurde von Caravaggio noch in einem weiteren Gemälde porträtiert, das heute verloren ist.